# مستصفرة قرعية
مستصفرة قرعية (الاسم العلمي:Xanthomonas cucurbitae) هي نوع من البكتيريا يتبع جنس المستصفرة من الفصيلة المستصفرية.